# Историја Хрватске
Историја Хрватске обухвата општу историју државног подручја данашње Републике Хрватске, што се у повратном смислу односи на разне државе и области које су током старије или новије историје постојале у оквирима њених данашњих државних граница. Поред историје ранијих држава и покрајина чији су називи укључивали и појам Хрватске, општом историјом њеног данашњег државног подручја обухваћене су и области које у појединим историјским периодима нису биле део средњовековне или нововековне Хрватске, али се данас налазе у њеном саставу.

## Античко доба
Током античког доба, целокупно подручје данашње Хрватске потпало је под власт Римског царства. Првобитна римска провинција Илирик подељена је током 1. века на две посебне покрајине: Далмацију и Панонију. Најзначајнији римски градови на подручју данашње Хрватске били су Салона и Сисција. У време цара Диоклецијана (284—305) извршена је реорганизација провинцијске управе, а касније је створена и посебна Дијецеза Панонија. Све ове области су тешко пострадале током хунске инвазије средином 5. века, а потом је око 490. године на овим подручјима успостављена власт Острогота. Након нове похаре у време аварске инвазије у другој половини 6. и почетком 7. века, на овим подручјима започиње и насељавање Словена.

## Средњи век
Приликом досељавања Словена крајем 6. и почетком 7. века, на подручјима данашње Хрватске настаниле су се разне словенске скупине. У северним деловима дотадашње римске Далмације населили су се Хрвати, док су се у областима јужно од реке Цетине настанили Срби, за које је франачки хроничар Ајнхард у својим Аналима Франачког краљевства (Annales Regni Francorum) забележио, под 822. годином, да су народ који држи велики део Далмације (ad Sorabos, quae natio magnam Dalmatiae partem obtinere dicitur). Северно од Срба и Хрвата, на просторима раније римске покрајине Паноније Савије населила се посебно словенско становништво, које је припадало широј скупини Панонских Словена.
Током раног средњег века, тадашња Кнежевина Хрватска, која је створена у залеђу северне Далмације, била је под јаким утицајем Франачког царства. Од франачких мисионара Хрвати ће примити хришћанство и тако ући у сферу Западне цркве, односно римокатолицизма. Хрватском ће првобитно управљати кнежеви, а од 925. године краљеви. За време краља Томислава (крунисан 925) и Петра Крешимира IV(1058—1074) биће на врхунцу моћи. За време Петра Крешимира IV Хрватска се шири према југу, односно према Неретљанској кнежевини, чије становништво цар Константин Порфирогенит убраја међу Србе. Након његове смрти долази да слабљења краљевине. Године 1097, хрватски краљ Петар ће погинути током Битке на Гвозду након чега долази до расула у држави. Неизвесност је прекинуо угарски краљ Коломан, тако да 1102. године тадашња Хрватска потпада под власт Мађара, поставши крунска земља, односно круновина у саставу Угарске. Током 15. века, тадашња Хрватска је постала непосредно угрожена од стране Османског царства, док је у исто време већи део Далмације потпао под власт Млетачке републике.
Забрана склапања брака са даљим рођацима коју је наметнула римокатоличка црква наишла је на тешке критике и отпор у тадашњем хрватском друштву, што је довело и до раскола у хрватској цркви. Делегација коју је предводио брадати свештеник Вук састала се почетком 11. века са антипапом Хоноријем II, како би разговарали о тадашњим питањима, попут употребе словенског језика у црквеним обредима у Хрватској, што је папи и синоду представљало изразит проблем.

## Нови век
Мохачка битка (1526) била је кључни догађај у којем је власт краљевске куће Јагеловића пропала смрћу краља Лајоша II. Османско царство се даље ширило да би у 16. веку обухватило већи дио Славоније, западне Босне и Лике.
У другој половини 16. века, велика подручја Хрватске и Славоније уз границу Османског царства претворена су у Војну крајину, под непосредном ингеренцијом бечке војне команде. Како је Војна крајина опустела, тамо су насељени хришћански пребези с османске стране границе: православни Срби и Хрвати, који су заостали и нису се већ Чеси, Словаци и други.
Када је Бихаћ пао (Битка код Бихаћа, 1592. година), само су мали дијелови Хрватске остали слободни. Преосталих 16,800 km² називано је reliquiae reliquiarum olim incluti regni Croatiae (остаци остатака некад великог хрватског краљевства). Турска војска доживјела је свој први велики пораз у Славонији битком код Сиска 1593. године. Изгубљена су подручја постепено враћена, осим великог дијела данашње Босне и Херцеговине.
У 18. веку је Османско царство истјерано из Мађарске и Хрватске, док је Аустрија довела своје царство под средишњу контролу. Царица Марија Терезија добила је подршку Хрвата кроз Прагматичну санкцију и у Рату аустријске сукцесије (1741—1748) и заузврат припомогла Хрватској.
Кад је Млетачка република пала 1797. године, њени посједи на источном Јадрану су постали предмет спора између Француске и Аустрије. Хабзбурзи су на крају осигурали власт (1815), па су дијелови земаља под именом царских покрајина Далмације и Истре постале дио царства. Последње двије су каснијом подјелом Хабзбуршке монархије на аустријски и угарски дио, иако су биле источно од Аустрије, потпале под аустријски дио, док су друге земље под именом царских покрајина Хрватска и Славонија потпале под угарски дио Монархије.
Хрватски народни препород кренуо је у 19. веку против германизације, мађаризације и италијанизовања Хрватске, Славоније и Далмације и Хрвата, Далматинаца и Славонаца. Илиризам је обухватио многе утицајне људе у Хрватској (и хрватског и нехрватског поријекла!) 1830-их година и даље, што је довело до реформе хрватског језика и великог развоја културе. Међу највеће препородитељске успјехе ваља навести поновно увођење хрватског језика као службеног језика у царским управним јединицама Далмацији и „Хрватској и Славонији“. Пошто су мађарони основали своју хорватско-вугерску странку, Људевит Гај оснива Илирску странку. Међутим већ двије године касније Илирско име је забрањено. Гај је приморан промијенити име странке у Народну странку. То је био велики ударац Илирскоме покрету, који је тежио окупљању свих јужних Славена под Илирским именом, и тиме утјецати на статус Славена у Монархији.
Након револуције 1848. и стварања двојне монархије Аустроугарске, Хрватска је изгубила аутономију, иако је бан Јосип Јелачић помогао да се сузбије мађарски устанак. Хрватска је аутономија враћена 1868. кроз Хрватско-угарску нагодбу, која је, упркос добијеној аутономији у неким подручјима, била уговор на штету Хрвата.
Аустроугарске власти нису никад допустиле спајање свих хрватских земаља, упркос жељама хрватског становништва. Такав став власти је све више окретао Хрвате од оданости Аустро-угарској Монархији. Ипак, захваљујући раду „бана пучанина“ Ивана Мажуранића, Војна крајина је враћена у састав Хрватске, односно територијално и управно је постала део царских покрајина Хрватске и Славоније.

## Савремено доба

### Прва Југославија
Крајем Првог светског рата слободу доноси Војска Краљевине Србије, након што је пробијен Солунски фронт средином септембра 1918. и стиже за два и по месеца до јулијских Алпи.  Већ 4. новембра Влада у Бечу доживљава колапс, Аустроугарска се распада после осам векова, на Аустрију и Мађарску, при чему су настале и нове државе на рушевинама Хабзбуршке монархије: Чехословачка, Пољска, Румунија, Краљевина СХС..
У присуству представника Народног вијећа из Загреба и регента Александра је проглашено уједињење прве јужнославенске државе 1. децембра 1918. Земља је названа  Краљевини Срба Хрвата и Словенаца. Октобра 1929. име је промењено у Краљевина Југославија
За време владавине краља Александра (1921—1934) долази до изражаја идеја унитарног југословенства. Хрватски историчари и политичари сматрају да се краљевом диктатуром подупире „великосрпски централизам“, што нема неке валидности.
Већи део постојања Краљевине СХС, тј. Југославије, административно уређење је било према девет бановина. Данашња Хрватска је била у саставу: Савске, Приморске и Зетске Бановине.
Хрватски терористи предвођени злогласним емигрантом Антом Павелићем у сарадњи са бугарским фашистичким покретом ВМРО су одговорни за Марсејски атентат у Француској, када је 9. октобра 1934. убијен Александар I Карађорђевић. Након тога, власт у југославенској краљевини преузима трочлано Намесништво на челу са Кнезом Павлом.
Током тридесетих година 20. века, Усташки покрет под вођством Павелића је имао велику подршку Аустрије, Италије и Мађарске...касније и Немачке. Све ове земље су у Краљевини Југославији видели просрпски бастион и имали су територијалне претензије. У својим земљама су одобравали и помагали кампове (Јанка Пуста, Бовењо...) за терористичко-диверзантске обуке младића Хрвата 18-35 година старости.
Крајем августа 1939. одлуком југославенске Владе Цветковић-Мачек је створена Бановина Хрватска. Ово је урађено са циљем смиривања хрватских националиста и покушаја решавања "хрватског питања у Југославији". У то време у Европи је дошло до радикалног пораста фашизма и нацизма. Хитлер је већ почео своје освајачке походе и да гази слободољубиве народе. У исто доба, Бенито Мусолини као италијански диктатор је примао мноштво хрватских дисидената, те на својој територији је дозвољавао оснивање кампова за терористичко-диверзантска дејства.

### Независна Држава Хрватска
Почетком Другог светског рата југославенска краљевина је била окупирана и раскомадана априла 1941. Највећи део је ушао у састaв клеро-фашистичке Независне Државе Хрватске: Загорје, Билогора, Мославина, Славонија, Срем, Кордун, Банија, Херцеговина, део Далмације, Дубровник, Херцеговина, Горски Котари... Сама НДХ је била марионетска творевина, а добила је благослов од Ватикана, док је подршку и директиве за функционисање добијала од Римске курије.
На челу НДХ се налазио тројац: поглавник Анте Павелић, доглавник Адемага Мешић и кардинал Алојзије Степинац, заправо у НДХ је завладао Усташки режим. За време НДХ почињен је геноцид над српским, ромским и јеврејским становништвом, који је годинама раније био планиран.
Усташки план за решавање Српског питања у НДХ је изрекао министар Миле Будак у Госпићу 6. маја 1941. када је рекао: "Једну трећину ћемо поубијати, други ћемо протерати, а трећу ћемо покатоличити".
Око 1.300 свештеника Римокатоличке цркве је учествовало у геноциду над "неподобним" народима. Они су већином подстрекивали и нахушкавали припаднике оружаних снага НДХ, али у појединим случајевима су и сами учествовали: Дон Илија Томас, Фра Срећко Перић, Мирослав Филиповић...итд.
Одмах по успостави власти, усташки режим је забранио употребу ћирилице, рад СПЦ је такође забрањен док су свештенство и владике хапшене, мучене и убијане. Мањи део је депортован у Београд. Приватна имовина Срба и Јевреја је конфискована. Такође, на удару су се нашли Солунски добровољци, официри распале Југославенске краљевске војске... заправо сви они који су могли да организују било какав отпор.
Српска банка, која је у Краљевини Југославији била једна од најмоћнијих финансијских институција, је забрањена и њена имовина је прешла је у власништво Павелићевог режима. Овде је реч о огромном капиталу који је створен још крајем 19. столећа у Аустроугарској од српских трговаца, интелектуалаца, адвоката, лекара...
У власти НДХ је било и муслиманских првака (Џафер-бег и Осман Куленовић и др.) који су веровали да ће тако имати извесне повластице, што делимично јесу имали, али у бити Павелић их је користи за истребљење Срба. Усташе су систематски етнички очистили Сарајево током четири ратне године, пошто је у граду на Миљацки био велики број Срба православне вероисповести. Хиљаде их је убијено или одведено у логоре, махом у Јасеновац. Тако је и настала чувена песма Ђурђевдан. 
Режим НДХ је одмах од почетка стварао концентрационе логоре у којима је дошло до убијања и најстрашнијих мучења невиних људи, од деце до старчади. Укупно је НДХ имала преко 80 казамата, међу којима су најпознатији: Јадовно, Јасеновац, Даница, Лоборград, Крушћица, Стара Градишка, Керестинец, Тења, Ђаково... док су у Јастребарском и Сиску били посебни логори за српску децу. Један мањи део утамничене деце у усташким логорима је успела да извуче хуманитарка Дијана Будисављевић. Њен дневник је одмах након рата присвојила УДБА.
Усташе су правиле масовне покоље на више места, док је њихов садизам достигао амплитуду у следећим местима: Пребиловци код Чапљине, Драксенић код Дубице, Стари Брод на Дрини, Садиловац, Острожин, Кусоње, Машвинска шума у Раковици, Дракулић код Бањалуке, Православна црква у Глини, Дивосело код Госпића, Козара, Шид, Кулен Вакуф, Фоча, Фрушка гора, Ливањско Поље...итд.
Највеће стратиште био је Јасеновац у ком је страдало 83.145 углавном Срба. цивила, махом Срба, али и Јевреја и Рома. Прогон и уништење Срба била је званична намера тадашње хрватске државе. Међутим, истраживања научне комисије коју је 1963. године предводио проф. др. Србољуб Живановић су показала да је у јасеновачком логору убијено око 800.000 људи, од чега највише Срба (због тога је Живановић морао да напусти домовину јер га је прогањала тајна полиција УДБА). Такође, ове Живановићеве бројке је потврдила и Међународна комисија састављена од научника са свих континената ван Европе, а они су истраживали у Јасеновцу априла 1991. 
Усташки режим је често користио дубоке крашке јаме (40-60 метара) у динарском горју, како би бацао живе и мртве Србе. Циљ је био да се временом кости жртава услед природних околности смрве, униште и да се на тај начин сакрију докази геноцида. Око 30 јама је било само на Велебит планини, али исто тако и на Динари, Грмечу, Пљешевици...итд.
Међу најпознатијим именима усташа помињу се: Динко Шакић, Виктор Томић, Љубо Милош, Јуре Францетић, Рафаел Бобан, Мирко Пук, Иван Јовановић Црни, Виктор Гутић, Вјекослав Макс Лубурић, Анте Мошков и др.
Усташе су масовно пљачкале имовину Срба и Јевреја, па су тако у априла 1945. године приликом бежања ка Аустрији и Италији понели са собом велику количину опљачканог злата, накита, дуката и сл. Велики број усташа је спашавао Ватикан у операцији "Пацовски канали" (енг. Ratlines), ово се одвијало у највећој тајности. Циљ је био усташке крволоке послати што даље са Балкана, па су тако одлазили са лажним документима у Јужну Америку, САД, Канаду, Аустралију, Шпанију, Португал... Ову акцију је водио Крунослав Драгановић, а значајно су помогли Хуан Перон и његова жена Евита Дуарте.

### Друга Југославија
После победе савезника средином 1945. Југославија је постала социјалистичко-федеративна република под снажном контролом Јосипа Броза Тита и Комунистичке партије. Темељи друге југославенске државе су били братство и јединство јужнославенских народа и народности.
Срби су још током Другог светског рата тражили аутономију у оквиру будуће федералне јединице Хрватске, али им то Политбиро ЦК КПЈ није хтео дати, једино је Моша Пијаде био за то да се направи још једна тј. седма покрајина - Крајина, али је био усамљен. Касније, након рата у лето 1945. састављена је комисија од стране Централног комитета Комунистичке партије Југославије на чијем челу се налазио Милован Ђилас. Он је био "геометар" административних граница у Југославији. Под чудним околностима Хрватска добија 1000 км морске обале од Пиринског залива до Боке Которске, Горње Подунавље, Барању, Западни Срем, Истру, Дубровник и Далмацију.  Ово је изазвало гнев Срба, јер су схватили да су преварени, пошто су они у партизанским јединицама све до краја 1944. године били заступљени преко 85%, односно изнели су највећи терет НОБ. 
Током постојања СР Хрватске у свим Уставима 1945-1990 Срби су били конститутивни народ, као замена за аутономију. Али, када је у пролеће 1990. формирана власт од ХДЗ, Срби су сведени на националну мањину.
Хрватски комунисти на челу са Владимиром Бакарићем, Иваном Крајачићем и другима на све начине гледали како да Србе обезглаве, како духовно, тако и национално. Сама Југославија је била атеистичка творевина, а Срби су убеђивани да је Хрватска њихов дом.
Приче о страдањима и стратиштима Срба су забрањиване, а свако ко би то јавно потенцирао био би хапшен и прогањан од агената УДБЕ. Штавише, и крашке јаме у којима су Срби бацани током Другог светског рата су тих година бетониране. Удбаши су надгледали те локације како се потомци и рођаци жртава не би случајно окупљали и држали верске обреде (помени, парастоси, паљење свећа...).
Страни кредити су највише улагани у места где су Хрвати имали релативну или апсолутну већину. Тако је град Загреб крајем шездесетих година 20. века имао 12 процената индустрије читаве СФРЈ. Руралне области, где су махом живели Срби су се исељавала. Ово је довело до пропасти сеоских подручја. 
Почетком 1971. године покренут је МАСПОК (Хрватско пролеће), одређени број хрватских интелектуалаца је покушао отцепљење Хрватске од Југославије. Ово је за неколико месеци добило широке размере свих слојева друштва, да би у јесен 1971. показао и проусташке погледе на политичко-економску ситуацију. Централни комитет Савеза Комуниста Југославије је МАСПОК оценио као веома деструктиван па је тако и угушен почетком 1972. године. Вође Хрватског пролећа су судски процесуиране и смењене са свих руководећих места. Међу кажњеницима су били: Фрањо Туђман и Стјепан Месић, потоњи хрватски председници.
Шездесетих и седамдесетих година 20. века усташка емиграција је убацивана у Југославију, где су на територији Хрватске и БиХ имали разна терористичко-диверзантска дејства. Ово је рађено са циљем притиска на државни врх како би СР Хрватска насилно добила независност. Они су имали помоћ земаља НАТО пакта, а то је било за време трајања Операције Гладио. Исто тако, емигранти су отимали стране авионе, убијали југославенске дипломате и др.
Уставом СФРЈ из 1974. године СР Хрватска добија известан степен државности, али је и даље била саставни део Југославије. Овим су Тито и партијско руководство покушали да смире тензије и реше "хрватско питање у Југославији", али суштински Хрвате није занимала никаква државно-правна заједница са Србима. Они су желели искључиво самосталну и етнички чисту државу.
На самом крају 1980-их година у Европи се дешавају крупне друштвено-политичке промене које су се неумитно одразиле и на Југославију.
Берлински зид је срушен септембра 1989. а Црвена армија је почела повлачење ка СССР. Ово је учињено у ери владавине контраверзног совјетског лидера Михаила Горбачова, који је касније и растурио Совјетски Савез. Источна Немачка се присајединила Западној, што је један од најважнијих процеса, након Другог светског рата на европском континенту. Хелмут Кол и Ханс-Дитрих Геншер су ликовали од среће.
Земље Варшавског пакта (Чехословачка, Мађарска, Пољска, Румунија, Бугарска) су се ослобађале утицаја Москве, односно укидане су баријере према Западној Европи.
Почетком јула 1989. године у Книнском Косову мноштво Срба, народних првака је хапшено због прославе 600. годишњице Битке на Косову. Рад СКУД "Зора" из Кистања је забрањен.

### Разбијање Југославије и рат у Хрватској
Почетком 1990. године уведен је вишепартијски систем у Југославији, након 45 година суверене комунистичке владавине. Ово је урађено са циљем побољшања услова живота и демократизације друштва. Међутим, сепаратистичке снаге су то искористиле за остваривање својих иредентистичких жеља.
У априлу и мају 1990. на председничким изборима побеђује Фрањо Туђман, а парламентарним Хрватска Демократска Заједница, која формира власт 14. маја. Туђман и ХДЗ су искористили нереде на Максимиру, како би очистили загребачку Полицију од нехрватских кадрова, а мало касније и МУП Хрватске. Исто је урађено у тужилаштву, медијима, јавним службама.
Већ 25. јула 1990. хрватски Сабор усваја одлуку да шаховница постаје симбол СР Хрватске. Истог дана у Србу се окупља десетине хиљада Срба где се тражи истинска равноправност у институцијама.
Дана 17. августа 1990. дошло је до напада хрватске полиције на милицијске станице у Обровцу и Бенковцу, а у Книну је почело окупљање народа и подизања барикада, јер нису желели изненадне упаде МУП Хрватске. Срби обарају стабла на путеве, јер су желели да се заштите од изненадних полицијских упада, што је хрватска пропаганда назвала подругљиво "балван револуција".
У лето 1990. Влада СР Хрватске коју је саставио Стјепан Месић је донела одлуку о формирању паравојске, односно министри Јосип Бољковац и Мартин Шпегељ су добили директиву да илегалним путем набаве велику количину наоружања. Ова акција се одвијала у највећој тајности, а започета је у октобру 1990. године када су увезени први шлепери преко Мађарске. Контраобавештајна служба ЈНА је све то будно пратила и обавестила истог дана највише војне и државне руководиоце: Вељка Кадијевића, Благоја Аџића, Борислава Јовића... међутим нико од њих није дао сагласност да се дејствује по сепаратистима.  Наредних недеља шверц оружја је цветао, па је увожено оружје из Аустрије, Мађарске, Италије и преко Јадрана. Хрватско-усташка емиграција је скупљала новац и слала у домовину. Циљ је био свим средствима изборити самосталност.
Устав СР Хрватске је промењен 21. децембра 1990. а свечано проглашен дан касније у Сабору. Срби су изгубили деценијску конститутивност и сведени на националну мањину. Испред имена Република Хрватска избрисан је префикс "социјалистичка". Срби у Хрватској су имали неколико митинга, где су тражили опстанак Југославије.
Почетком 1991. почиње терор над Србима  у урбаним срединама: Загреб, Карловац, Госпић, Вуковар, Бјеловар, Винковци, Осијек, Сплит, Вировитица, Славонски Брод, Сисак, Шибеник, Огулин, Дубровник... који се из дана у дан повећавао. Срби су добијали отказ или смањење плате. Ноћу им је лупано на прозор или врата, миниране су куће и локали, кренула су психо-физичка малтретирања у школи или на послу. Бушене су им гуме на аутомобилима. Истовремено, на јавним местима почињу да одјекују усташке песме, што је почело да буди аветна сећања на НДХ. 
У пролеће 1991. специјалне снаге МУП Хрватске нападају Србе на Плитвицама, у Пакрацу, Борову Селу... Циљ је био изазивање рата, јер како и сам Туђман рече на Јелачића плацу 30. маја 1992. "Рата у Хрватској не би било, да га нисмо жељели".
У Сплиту о Ђурђевдану 1991. долази до напада хрватских екстремиста на припаднике ЈНА. Сашко Гешовски је убијен, док је Светланчо Наков успео да преживи дављење на транспортеру. 
Средином 1991. Хрвати су имали преко 100.000 особа под оружјем и спремни да се боре против ЈНА. У свим градовима где су Хрвати имали већину кренула је ликвидација Срба. Свако место је имало свог локалног "шерифа" који је од централе ХДЗ добијао директиве: Томислав Мерчеп у Вуковару, Иве Ливљанић у Задру, Бранимир Главаш у Осијеку, Ђуро Бродарац у Сиску...итд. Поред тога, кренуо је напад хрватских паравојника на касарне ЈНА. Нападане су и породице официра ЈНА где су коришћене као таоци или живи штит.
У Загребу је 25. јуна 1991. проглашена независност, али је Брионским договором 7. јула та одлука сторнирана на три месеца, уз посреднике Европске заједнице. Месецима пре тога, хрватски и словеначки сепаратисти су имали подршку министара иностраних послова: Немачке и Аустрије, које су лобирале код других европских држава да се признају ове две републике као независне. Било је то грубо мешање у унутрашње ствари СФРЈ.
Генералштаб ЈНА у Београду је био необично инертан на сва ова дешавања и упирао прстом у политичко руководство земље. Током лета 1991. долази до оружаних сукоба који се наредних месеци претварају у рат. У ЈНА долази до издаје и масовног дезертерства, како војника, тако и 3.500 хрватских (под)официра и генерала, који су погазили заклетву и прешли у Збор Народне Гарде.
На територији некадашње Војне Крајине српско становништво је прогласило Српску аутономну област Крајину (Банија, Северна Далмација, Лика и Кордун. После ће из ње настати Република Српска Крајина, јер се придружују САО Западна Славонија и САО Источна Славонија, Барања и Западни Срем. Остатак ЈНА је пружио помоћ Србима од прогона новоуспостављених хрватских органа реда.
Наредне 1992. године у марту месецу све јединице ЈНА су повучене на територију остатка Југославије, јер је Хрватска 15. јануара добила међународно признање. 27. априла исте године је проглашена СР Југославија (само Србија и Црна Гора).
Током прве половине деведесетих година у авнојевској Хрватској хрватске (пара)војне и полицијске снаге су имале низ злочиначких активности као што су: Откос, Оркан, Бљесак, Миљевачки плато, Медачки џеп, Масленица...итд. У свим тим акцијама почињени су масовна убиства тј. злочини над српским цивилима, палеж имовине, уништавање културне и духовне баштине...
Хрватски државно-безбедносни врх је добро знао за постојање концентрационих логора које су формирале њихове оружане снаге: Кулине у Шибенику; Рибарска Колиба у Марином Селу; Пакрачка Пољана; Керестинец и Ракитије у Загребу... док је Лора у Сплиту сматрана за најозлоглашенији казамат на бившем југославенском простору током 1990-их. Према евиденцији Саве Видановића, у Хрватској је било преко 220 логора.
Почетком августа 1995. почиње акција Хрватске војске под називом "Олуја". Сем хрватских снага, овде су учествовали Пети муслимански корпус Армије БиХ и НАТО пакт. За време „Олује“ прогнано је око 250.000 српских цивила, те убијено њих око 3.046. Прогнани Срби одлуком хрватске државе, изгубили су право на своју имовину.
На основу прогона оволиког броја српских цивила може се рећи да је хрватска држава извршила етничко чишћење Срба, са геноцидним намерама. У хашким пресудама Анти Готовини и Младену Маркачу, "Олуја" је окарактерисана као удружени злочиначки подухват, док је председник Фрањо Туђман означен као главни покретач тога.
Већина становника српске националности избегло је у СР Југославију и Републику Српску. Преостала територија РСК, Сремско-Барањска област је крајем 1997. године је у складу са Ердутским споразумом укључена у уставно-правни поредак Републике Хрватске.
Током деведесетих година 20. века, простор авнојевске Хрватске је принудно напустило око 650.000 Срба, услед рата и система застрашивања у зонама где нису вођене борбе. Ово се сматра за највећи егзодус након Другог светског рата у Европи. Тиме је остварен 'Тисућљетни сан' о независности.

### Период након рата
Након смрти председника Фрање Туђмана (1991—1999. на власти), долази до постепеног повратка Срба у Хрватску, али само старије доби, уз помоћ програма разних невладиних организација и притиска међународне заједнице, нарочито Европске уније. Малобројни повратници су изложени различитим видовима дискриминације хрватског становништва који су избеглице махом из БиХ. Органи власти и даље не показују жељу да заштите српску заједницу.
УНХЦР је саопштио да се до јула 2005. године у Републику Хрватску вратило 133.621 избеглица српске националности, док су се из Источне Славоније у остале делове Хрватске вратило додатних 23.203 избеглица српске националности. С друге стране, по подацима невладине организације "Веритас", у Хрватску се вратило свега 40.000 Срба, мање од шестине прогнаника. Треба имати у виду да су повратници углавном старци.
Њима нису у потпуности обезбеђени основни услови за живот, и изложени су дискриминацији националиста. Српским повратницима, као и прогнаницима, углавном није враћена њихова имовина, запоседнута од стране Хрвата, како локалних, тако и избеглица. Влада републике Хрватске одбија да пружи право избеглим Србима да „друштвене“ станове откупи и тако их третира као грађане другог реда, будући да је то Хрватима дозвољено. Због тешке ситуације на радном тржишту, неразвијености повратничких подручја, а нарочито због државне политике прогона Срба, највећи број повратника је незапослен. 
Хрватска је поднела захтев за чланство у Европску унију 2003. године, а лидери ЕУ су прихватили кандидатуру 2004. Преговоре о приступању ЕУ Хрватска је започела друге половине 2005.
Почетком јула 2013. Република Хрватска је примљена у чланство ЕУ.

## Извори и литература